# آیگیل بریل
آیگیل بریل (انگلیسی: Eigil Bryld؛ ‏ تلفظ دانمارکی: [ˈɑjkil ˈpʁylˀ]؛ ‏ ۲۷ فوریهٔ ۱۹۷۱) کارگردان فیلم و فیلم‌بردار اهل دانمارک بود.
از فیلم‌ها یا مجموعه‌های تلویزیونی که وی در آن‌ها نقش داشته‌است، می‌توان به خانه پوشالی، در بروژ، تو جک را نمی‌شناسی، جین شدن، چکمه‌های غیرعادی، جنایت و مکافات، پلوتونیم-۲۳۹، مرد کاغذی، تب لاله، هشت یار اوشن، گزارش، بلندترین صدا و ژرف‌آب اشاره نمود.